# Candan Erçetin
Candan Erçetin(1963, Kırklareli) török énekesnő, az 1986-os Eurovíziós Dalfesztivál résztvevője. Eredeti foglalkozása szerint zenetanárnő, a Galatasaray Gimnáziumban tanított, majd egyetemen adott zenetörténeti órákat.

## Diszkográfia

### Albumok
- Hazırım (1995)
- Sevdim Sevilmedim (1996)
- Çapkın (1997)
- Oyalama Artık (1998)
- Elbette (1999)
- Unut Sevme (2001)
- Neden (2002)
- Chante Hier Pour Aujourd'hui (2002)
- Remix (2003)
- Melek (2004)
- Remix'5 (2005)
- Aman Doktor (2005)
- Kırık Kalpler Durağında (2009)
- Milyonlarca Kuştuk... (2013)
- Ah Bu Şarkıların Gözü Kör Olsun (2015)

### Elismerések
| Gölgesizler | Ben Kimim | 2 | 98 |

## Filmográfia
- 1993: Gece Melek ve Bizim Çocuklar (film)
- 1998: Anlat Şehrazat (musical)
- 2003: (Hayat Bilgisi, televíziós sorozat)
- 2005: Yıldızların Altında (musical)
- 2006: Yabancı Damat (televíziós sorozat)
- 2009: Gölgesizler (film)
- 2019: Annem (film)